# John Cameron (théologien)
Pour les articles homonymes, voir John Cameron et Cameron.
John Cameron, né vers 1579 à Glasgow et mort en 1625, est un théologien protestant écossais.

## Biographie
Ses ancêtres avaient reçu le surnom de Camerarius en souvenir des fonctions qu’ils avaient remplies à la cour d’Henri le Boiteux.  Il vint en France, enseigna à Bergerac, à Sedan, à Saumur et à Montauban, et publia entre autres écrits de polémique : Theses de gratia et libero arbitrio, Saumur, 1618. 
Il participa à un débat, du 24 au 28 avril 1620, avec Daniel Tilenus, Théophile Brachet de La Milletière et Louis Cappel, au château de l'Isle, près d'Orléans. John Cameron enseigna le grec et le latin à Erfurt, et dés 1521 embrassa la Réforme. Il se lia d’une étroite amitié avec Mélanchton. Député par les échevins de Nuremberg à la diète d’Augsbourg, il combattit la doctrine calviniste de la prédestination. Il se rapprochait par sa doctrine des Remonstrants de Hollande. Ses partisans furent appelés « Caméroniens ». En 1535, le duc Ulric de Wurtemberg le chargeait de réorganiser l’université de Tubingue, et les ducs Henri et Maurice de Saxe lui confiaient une mission analogue à Leipzig.

## Sources
- Cameron (Jean), dans le Dictionnaire historique et critique, par Pierre Bayle, 3e éd., Rotterdam : chez Michel Bohm, 1720, vol. 1 (A-C), pp. 741-744